# Philipp Sarlay

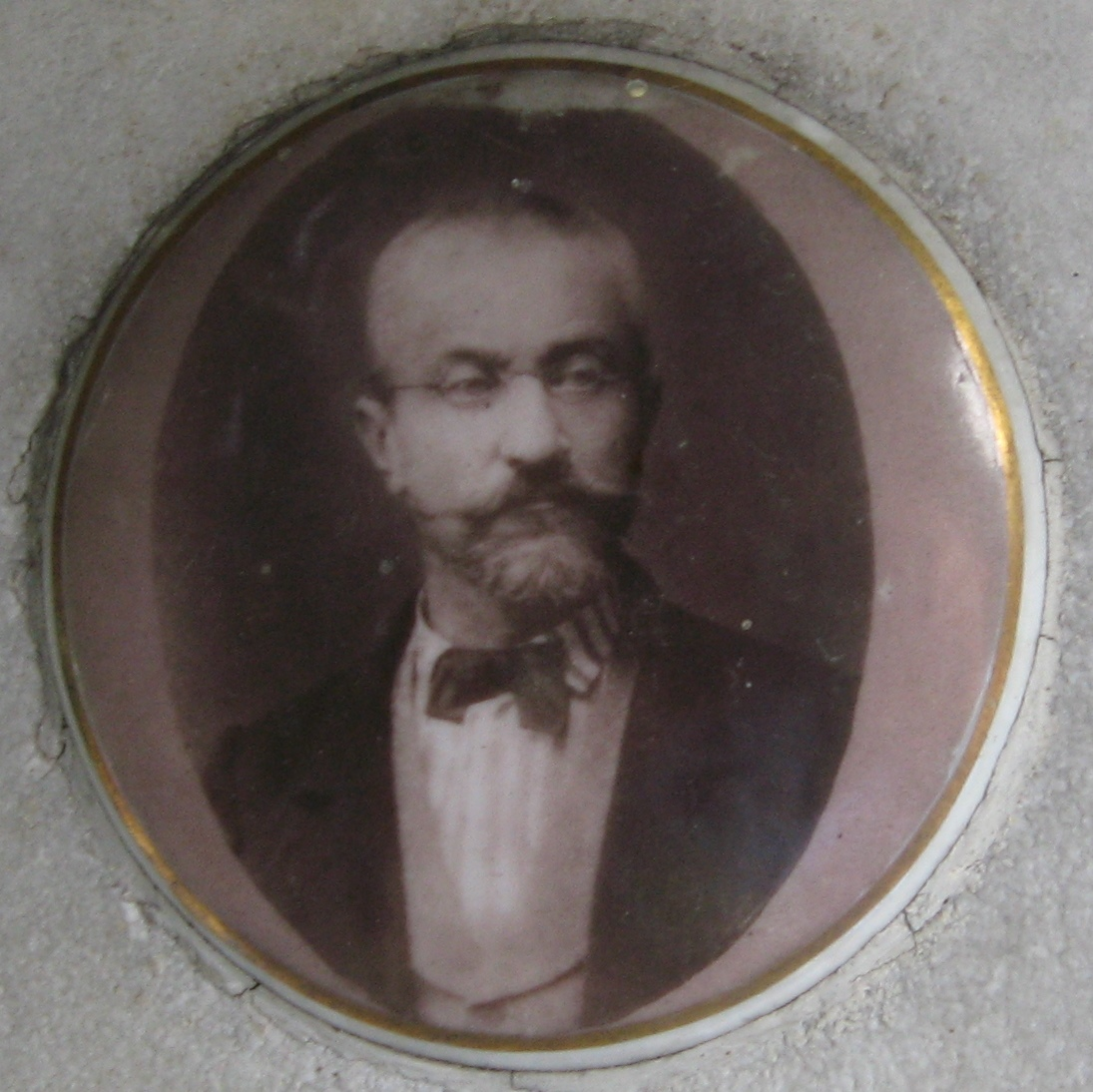
Porträt Philipp Sarlay

Philipp Sarlay, auch Filipp Sarlay (* 10. Dezember 1826 in Klattau; † 5. April 1908 in Innsbruck, Tirol) war ein österreichischer Telegraphenamtsdirektor österreich-ungarischer Herkunft und Pionier technischer und naturwissenschaftlicher Errungenschaften. Er war Anhänger der Naturheillehre, ein Abstinenzler und Vegetarier. Ferner beschäftigte er sich mit dem Studium mathematischer Probleme.

## Familie

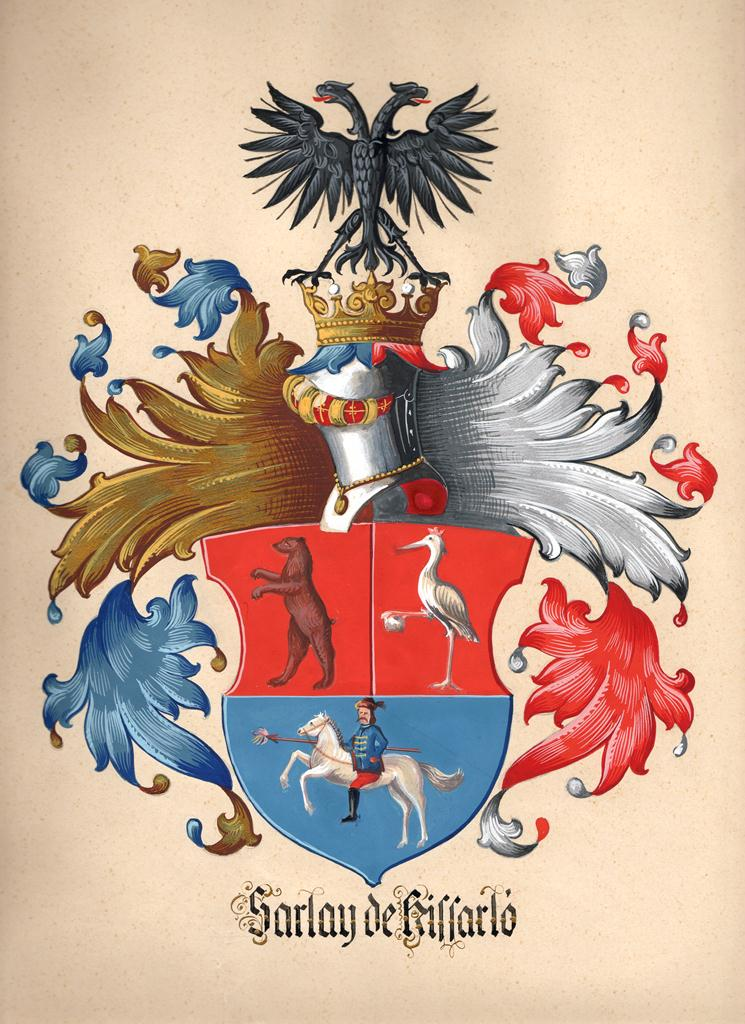
Wappen der Sarlay de Kissarló

Seine Eltern waren Anton Sarlay (* 16. Juli 1774; † 19. Juli 1856), k.k. Tabak- und Stempelgesällen-Distriktsverleger in Klattau und Leonarda geborene Edle von Santa (* 9. Februar 1786; † 31. März 1852 in Preßburg). Seine Geschwister waren Joseph, Marie, Emerich (k.k. Lieutenant), Karl und Anton. Karl Sarlay († 3. März 1844 in Olmütz) war Doktor der Medizin und Chirurgie, der Augenheilkunde und Geburtshilfe sowie k.k. Oberfeldarzt im k.k. Erzherzog Karl 52. Lin. Inf. Regiment.
In erster Ehe war Philipp Sarlay mit Marie Aicher (* 1840 in Innsbruck; † 19. März 1875 in Innsbruck) verheiratet. Innerhalb eines Jahres starben alle 4 Kinder aus dieser Ehe. Ein Jahr später verstarb Marie an Scharlach. Sarlay heiratete in zweiter Ehe Aloisia Josefa Aicher (* 9. Juli 1847 in Innsbruck; † 4. Jänner 1882 in Innsbruck, Tirol). Aus dieser Ehe gingen seine Söhne Anton, Ferdinand (* 31. Mai 1877 in Innsbruck; † 16. Oktober 1969 in Liezen), Emerich und Leo (* 27. Juni 1879 in Innsbruck; † 18. Dezember 1967 in Innsbruck) hervor. Emerich und Ferdinand waren leidenschaftliche Alpinisten und die Erstbesteiger des Gamezkogel (30. August 1900), Steinkogel (19. August 1901) und des Zuragkogel (21. August 1901) in den Ötztaler Alpen.

## Ausbau des österreich-ungarischen Telekommunikationsnetzes
Sarlay studierte am Gymnasium in Klattau und am Polytechnikum in Prag. Als begeisterter Student machte er das Sturmjahr 1848 mit. 1845 gab es in Österreich erste Telegraphie-Versuche und 1849 kam es zur Kaiserlichen Entschließung zur Errichtung eines die ganze Monarchie umschließenden Telegrafennetzes. Sarlay trat 1850 als Telegraphist in den Staatsdienst ein und diente in Oderberg, Gloggnitz und Wien. 1856 wurde er auf kaiserlichen Wunsch als Telegraphenkommissär nach Innsbruck entsandt. 1870 übernahm er die Funktion des Inspektors in Reichenberg und 1872 die Position als k.k Direktor in Czernowitz. Unter den von ihm ausgeführten Bauten sind die Telegraphenlinien Lugos-Hermannstadt (1855), Oderberg-Dembica, Dziedzice-Bielitz (1856) und Schönbrunn-Troppau (1856). Zwischen 1880 und 1890 betrieb Philipp Sarlay die Agentur der Fohnsdorfer Kohle.
Bekannt war Sarlay auch für seine Kenntnisse in Sprachen, Mathematik und Chemie. Gemeinsam mit Karl Senhofer verfasste er den Artikel „Über direkte Einführung von Carboxylgruppen in Phenole und aromatische Säuren: IV. Verhalten von Hydrochinon gegen doppelt kohlensaures Kali“. Er lebte nach dem Motto „Frisch, fromm, fröhlich, frei“.

## Radfahren in Tirol
Sarlay gilt als einer der ersten Fahrradfahrer Tirols. Im Jahr 1869 benutzte er ein Velociped auf einer öffentlichen Straße in Innsbruck. Unter anderem führte ihn die Route nach Wattens, wo das Gefährt bestaunt wurde. Die Innsbrucker Nachrichten berichteten über das Ereignis. Sarlay war auch in den ersten Verkehrsunfall mit einem Fahrrad involviert. Der Unfall ereignete sich zwischen Zirl und Kranebitten, worauf das Radfahren in Innsbruck verboten wurde. Dazu hielt Sarlay fest "nur der Bemerkung kann ich mich nicht enthalten, daß man - wollte man Alles verbieten, was Pferde scheu machen kann - vor Allem Eisenbahnen, Militär-Musiken, Kirchenfahnen, Glockengeläute, Pöllerschießen u.f.m. u.f.m. untersagen müßte".
Das 7-jährige Verbot wurde am 17. Juli 1876 wieder aufgehoben. 1885 wurde er in der Zeitung des Niederländischen Velocidepistenbund als ältester Radfahrer Österreichs porträtiert.
Seit 1877 war Sarlay Mitglied im Naturwissenschaftlich-Medizinischen Verein in Innsbruck und im Ferdinandeum Innsbruck.
Sarlay trat auch unter dem Pseudonym Yalras, F. in Erscheinung.

## Auszeichnungen

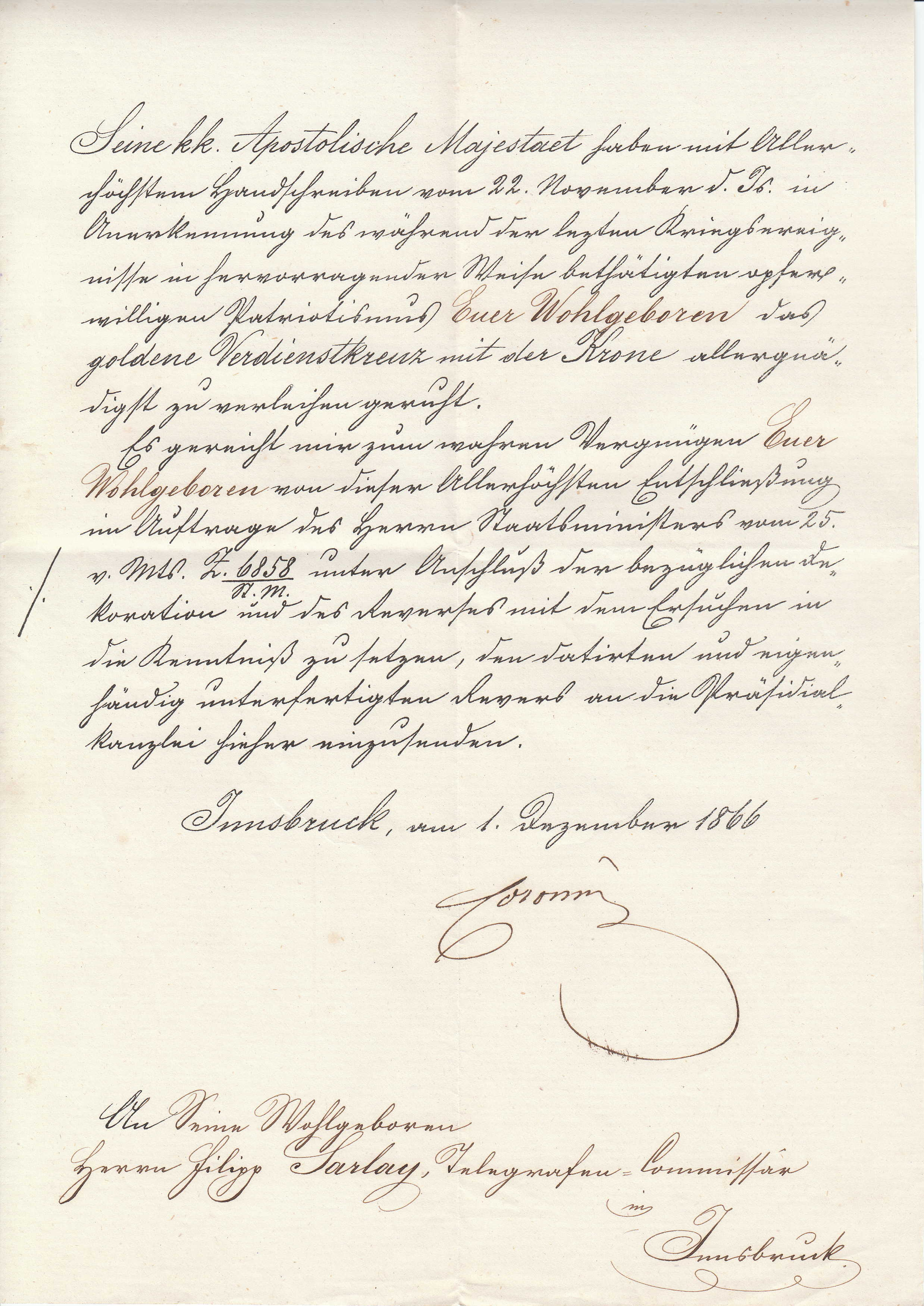
Verleihung Goldenes Verdienstkreuz mit der Krone 1866

Philipp Sarlay erhielt am 1. Dezember 1866 das Goldene Verdienstkreuz mit der Krone.